# アマンダ・ドブス
アマンダ・ジーン・ドブス（英語: Amanda Jean Dobbs, 1993年8月10日 - ）は、アメリカ合衆国出身の女性フィギュアスケート選手（女子シングル）。2008年 JGPメキシコ杯優勝。
姓はダブス、ドーブスと表記されることもある。

## 人物
女子シングルの選手として国際大会で成績を残しているが、国内ではペア選手としても成績を残している。2009年から組むジョセフ・ジェイコブソンとのペアでもナショナルチーム選出されたが、2010年ジェイコブソンの引退に伴いペアを解散した。2010-2011シーズンよりGPシリーズのシングルに参戦したが、2011年の全米選手権は練習中の怪我が原因で欠場した。

## 主な戦績

### シングル
| 大会/年              | 2007-08 | 2008-09 | 2009-10 | 2010-11 |
| -------------------- | ------- | ------- | ------- | ------- |
| 四大陸選手権         |         |         | 4       |         |
| 全米選手権           | 5 J     | 7 J     | 6       |         |
| GP中国杯             |         |         |         | 6       |
| フィンランディア杯   |         |         |         | 5       |
| アイスチャレンジ     |         |         | 3       |         |
| JGPファイナル        |         | 7       |         |         |
| JGPスケートサファリ  |         | 3       |         |         |
| JGPメキシコ杯        |         | 1       |         |         |
| エイゴンチャレンジ杯 | 3 J     |         |         |         |

#### 詳細
| 2010-2011 シーズン   |                                        |         |         |          |
| 開催日               | 大会名                                 | SP      | FS      | 結果     |
| 2010年11月5日 - 7日  | ISUグランプリシリーズ 中国杯（北京）   | 7 46.73 | 6 85.72 | 6 132.45 |
| 2010年10月7日 - 10日 | 2010年フィンランディア杯（ヴァンター） | 6 45.82 | 5 85.54 | 5 131.36 |

| 2009-2010 シーズン       |                                              |         |          |          |
| 開催日                   | 大会名                                       | SP      | FS       | 結果     |
| 2010年1月27日 - 29日     | 2010年四大陸フィギュアスケート選手権（全州） | 2 57.56 | 5 100.67 | 4 158.23 |
| 2010年1月21日 - 23日     | 全米フィギュアスケート選手権（スポケーン）   | 6 56.11 | 7 94.61  | 6 150.72 |
| 2009年10月31日 - 11月1日 | 2009年アイスチャレンジ（グラーツ）           | 2 58.04 | 3 90.15  | 3 148.19 |

| 2008-2009 シーズン    |                                                               |          |         |          |
| 開催日                | 大会名                                                        | SP       | FS      | 結果     |
| 2009年1月18日 - 25日  | 全米フィギュアスケート選手権 ジュニアクラス（クリーブランド） | 7 43.21  | 8 73.31 | 7 116.52 |
| 2008年12月11日 - 14日 | 2008/2009 ISUジュニアグランプリファイナル（高陽）             | 5 47.47  | 7 69.59 | 7 117.07 |
| 2008年10月8日 - 12日  | ISUジュニアグランプリ スケートサファリ（ケープタウン）        | 12 40.60 | 1 88.04 | 3 128.64 |
| 2008年9月10日 - 14日  | ISUジュニアグランプリ メキシコ杯（メキシコシティ）            | 1 50.46  | 1 88.98 | 1 139.44 |

| 2007-2008 シーズン   |                                                             |         |         |          |
| 開催日               | 大会名                                                      | SP      | FS      | 結果     |
| 2008年1月20日 - 27日 | 全米フィギュアスケート選手権 ジュニアクラス（セントポール） | 6 47.36 | 2 95.40 | 5 142.76 |
| 2008年3月6日 - 9日   | 2008年エイゴンチャレンジ杯 ジュニアクラス（ハーグ）         | 3 39.60 | 3 83.05 | 3 122.65 |

### ペア
- ジョセフ・ジェイコブソンとのペア

| 2009-2010 シーズン   |                                                  |         |         |          |
| 開催日               | 大会名                                           | SP      | FS      | 結果     |
| 2010年1月15日 - 16日 | 2010年全米フィギュアスケート選手権（スポケーン） | 6 55.32 | 8 97.34 | 7 152.66 |